# ستيفن جيل
ستيفن جيل (بالإنجليزية: Stephen Gill)‏ هو محامي أمريكي، ولد في القرن العشرين.